# Norbert Heisterkamp

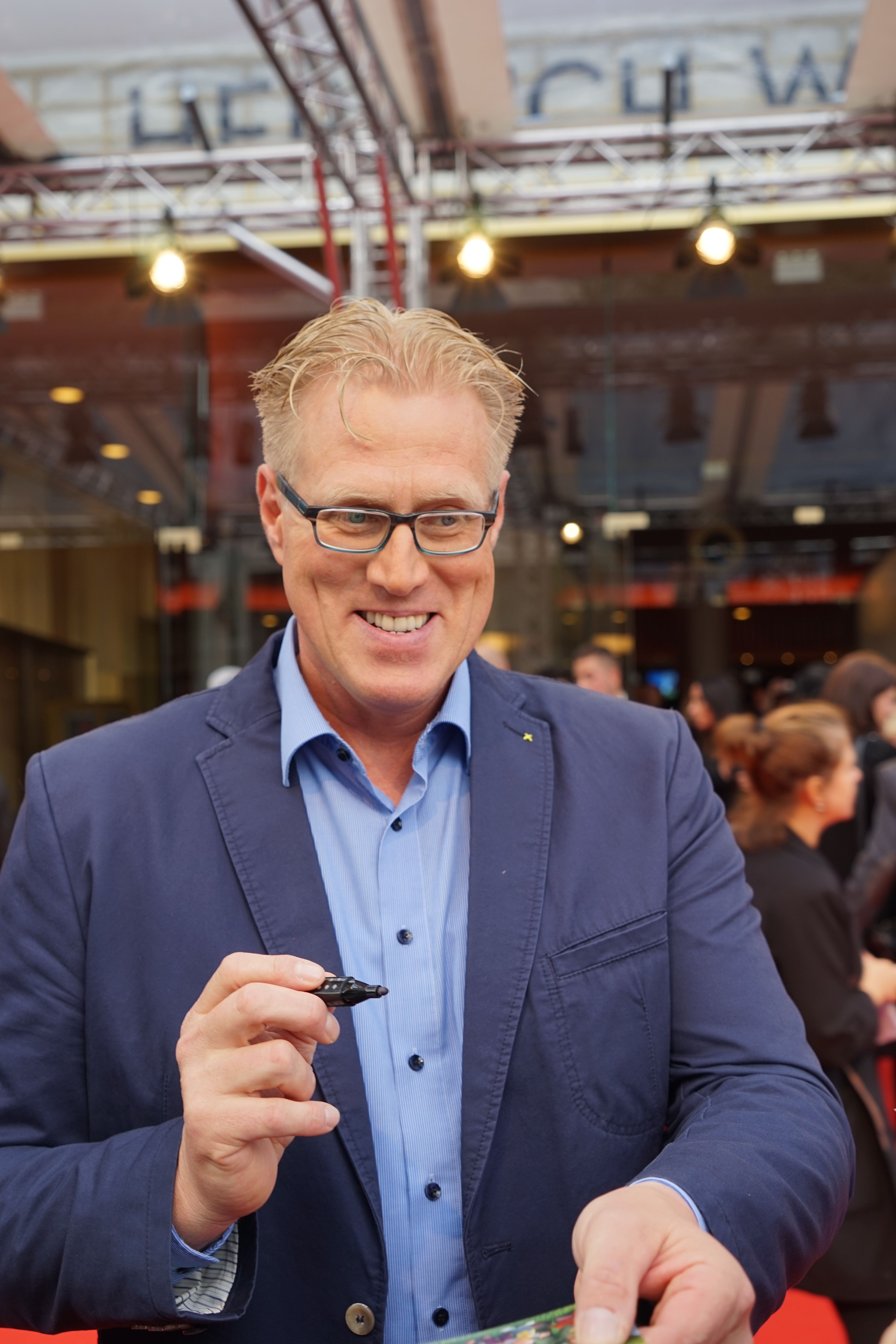
Norbert Heisterkamp 2014 bei der Premiere von "Der 7bte Zwerg"

Norbert Heisterkamp (* 6. Mai 1962 in Kirchhellen) ist ein deutscher Schauspieler.

## Leben
Norbert Heisterkamp wurde als Sohn von Hans Heisterkamp und dessen Frau Gertrud, geb. Schroer, in Kirchhellen (heute Ortsteil von Bottrop) geboren und wuchs dort mit zwei Schwestern auf. Nach einer Ausbildung zum Schlosser arbeitete er bei der Ruhrkohle AG und wurde Schweißfacharbeiter. Anfang der 1990er Jahre wurde er beim Stuntteam „Steinmeier/Mohr“ zum Stuntman ausgebildet und arbeitete im Bavaria Filmpark (heute Movie Park Germany) sowie in Fort Fun (Sauerland) als Stuntman und Akteur. Ab Mitte der 1990er Jahre spielte er Nebenrollen in zahlreichen Fernsehserien wie SK-Babies, Balko und Doppelter Einsatz. Außerdem war er Stunt-Fahrer für die Verkehrsserie Der 7. Sinn. Nach eigener Aussage wurden Stunts (beispielsweise ein Überschlag) ohne Käfig oder ähnliche Sicherheitsvorrichtungen durchgeführt. Danach folgten Rollen in Kinofilmen und Fernsehproduktionen wie Boat Trip, Das Trio, Mein Bruder ist ein Hund, Das Wunder von Lengede, Was nicht passt, wird passend gemacht und Comedyserien wie Berlin, Berlin oder Axel!.
Deutschlandweit bekannt wurde Heisterkamp als Atzes Kumpel „Harry Möller“ in der Comedyserie Alles Atze an der Seite von Atze Schröder. Danach folgte eine Rolle als „achter Zwerg“ in 7 Zwerge – Männer allein im Wald. In der Fortsetzung 7 Zwerge – Der Wald ist nicht genug spielte er dann eine Hauptrolle als einer der sieben Zwerge. Seit 2012 spricht Heisterkamp in der Ruhrgebiets-Hörspielserie Pommes-Soko den Imbissbesitzer Gerd Gimmel. Heisterkamp machte auch Werbung für die Familienwurst für Deutschland für die Bild-Zeitung. In der Folge „Der Pusher“ der Fernsehserie Pastewka spielte Norbert Heisterkamp einen schwedischen Straßenräuber.
Norbert Heisterkamp ist verheiratet und hat drei Kinder.

## Filmografie (Auswahl)
- 1998: Edgar Wallace: Das Haus der toten Augen
- 1999: Rembrandt
- 1999: Ein Fall für zwei (Fernsehserie, 1 Folge)
- 2000–2006: Alles Atze
- 2000: Tatort – Bittere Mandeln
- 2000: Mr. Boogie
- 2001: Das Sams
- 2001: Der Pfundskerl
- 2002: Boat Trip
- 2002: Was nicht passt, wird passend gemacht
- 2002: Voll korrekte Jungs (TV)
- 2002: Der Tod ist kein Beinbruch (Fernsehserie, 1 Folge)
- 2003: Ritas Welt (Fernsehserie, Folge Die Hochzeitsplaner)
- 2003: Das Wunder von Lengede
- 2003: Ein himmlischer Freund (Fernsehfilm)
- 2004: 7 Zwerge – Männer allein im Wald
- 2004: Typisch Mann!
- 2005: Bernds Hexe
- 2006: 7 Zwerge – Der Wald ist nicht genug
- 2006: Die Unbeugsamen
- 2007: Crazy Race 3 – Sie knacken jedes Schloss
- 2008: African Race
- 2008: Der Bibelcode
- 2008: Hausmeister Krause
- 2009: Horst Schlämmer – Isch kandidiere!
- 2009: Pastewka – Der Pusher
- 2010: Ein Fall für zwei (Fernsehserie, 1 Folge)
- 2010: Küsse, Schüsse, Rindsrouladen
- 2010: Scheidung für Fortgeschrittene
- 2011: Achtung Arzt!
- 2011: Alarm für Cobra 11 – Die Autobahnpolizei (Fernsehserie, 1 Folge)
- 2012: Der Blender
- 2013: Achtung Polizei! Alarm um 11 Uhr 11
- 2013: Der letzte Bulle (Fernsehserie, 1 Folge)
- 2013: Heldt (Fernsehserie, 1 Folge)
- 2013: SOKO Stuttgart (Fernsehserie, 1 Folge)
- 2013: Tatort – Schwindelfrei
- 2014: Der 7bte Zwerg
- 2015: Kartoffelsalat – Nicht fragen!
- 2016: Notruf Hafenkante (Fernsehserie, Folge In Hamburg essen sie Hunde)
- 2016: Notruf Hafenkante (Fernsehserie, Folge Gegen die Uhr)
- 2017: Gerd seine Bude
- 2017: Alarm für Cobra 11 – Die Autobahnpolizei (Fernsehserie, 1 Folge)
- 2017: Großstadtrevier (Fernsehserie, Gastauftritt Folge 392)

## Schriften
- zus. mit Kai Schmid: Wenn ich morgen nicht komme, dann bin ich beim Film. Die Autobiografie. Lau Verlag, Reinbek bei Hamburg 2022, ISBN 978-3-95768-233-8.